# Helius cavernicolus
Helius cavernicolus är en tvåvingeart som beskrevs av Alexander 1961. Helius cavernicolus ingår i släktet Helius och familjen småharkrankar. Inga underarter finns listade i Catalogue of Life.